# امیریم
امیریم (به لاتین: Amirim) یک منطقهٔ مسکونی در اسرائیل است که در الجلیل بالا واقع شده‌است.
در سال ۱۹۵۸، گروهی از افراد با پیشینه‌های مختلف با هم متحد شدند تا آمیریم را بر اساس سبک زندگی و ایدئولوژی گیاه‌خواری، خام گیاه‌خواری و کشاورزی و باغداری ارگانیک ایجاد کنند. بنیانگذاران Amirim از پیشگامان جنبش گیاهخواری در اسرائیل بودند.

## خصوصیات
در سال ۲۰۲۱ جمعیت آمیریم ۸۷۰ نفر بود.